# Мирное муниципальное образование (Саратовская область)
Мирное муниципальное образование — упразднённое сельское поселение в Дергачёвском районе Саратовской области Российской Федерации.
Административный центр — посёлок Мирный.

## История
Статус и границы сельского поселения установлены Законом Саратовской области от 27 декабря 2004 года № 87-ЗСО «О муниципальных образованиях, входящих в состав Дергачёвского муниципального района».
Законом Саратовской области от 22 апреля 2016 года № 47-ЗСО, были преобразованы, путём их объединения, Зерновское и Мирное муниципальные образования — в Зерновское муниципальное образование, наделённое статусом сельского поселения, с административным центром в посёлке Зерновой.

## Население
| 2010 | 2011 | 2012 | 2013 | 2014 | 2015 | 2016 |
| ---- | ---- | ---- | ---- | ---- | ---- | ---- |
| 853  | ↘851 | ↘798 | ↘767 | ↘753 | ↘713 | ↘694 |

## Состав сельского поселения
| № | Населённый пункт | Тип населённого пункта          | Население |
| - | ---------------- | ------------------------------- | --------- |
| 1 | Комсомольский    | посёлок                         | 21        |
| 2 | Мирный           | посёлок, административный центр | ↘479      |
| 3 | Свободный        | посёлок                         | ↘235      |
| 4 | Славный          | посёлок                         | ↘118      |